# 共助
| ウィキペディアには「共助」という見出しの百科事典記事はありません（タイトルに「共助」を含むページの一覧/「共助」で始まるページの一覧）。 代わりにウィクショナリーのページ「共助」が役に立つかもしれません。 |